# Пљуни истини у очи
Пљуни истини у очи је деби албум словеначке групе Булдожер. Изашао је 1975. године првобитно за ПГП РТБ, а касније за куће Алта и Хелидон.

## О албуму
1975. године, у Загреб стижу момци из групе Булдожер, како би са уредништвом Југотона преговарали око издавања њиховог албума првенца.
Пошто су ти преговори завршени неуспехом, покушали су у Алти, што их је опет на посредан начин довело до ПГП РТБ.
Но ипак, треба рећи да је РТБ у овом случају био произвођач и дистрибутер, док је Алта имала издавачка права, па самим тим и све одлуке у вези омота али и свега другог везаног за албум.
На албуму су исмејавали социјализам и певали песме о сексу и дрогама.

### Омот
И тек када је одштампан омот и први тираж пуштен у продају, некоме је то засметало, односно, најпре ће бити да је у питању била аутоцензура.
Шефови у РТБ-у су се уплашили да би могли имати проблема због поменуте фотографије, па су брже-боље читав тираж повукли из продаје.
Потом се штампа нови омот, како би продаја могла бити настављена, али се на месту где је био млађани Борут Чинч сада налазила фотографија нагог мушкарца (Бојан Голичник), са потпуно новим текстом. ПГП РТБ је због целе те ситуације одуговлачио са штампањем другог издања, а почетком осамдесетих плоча се појавила под етикетом Хелидон.

## Наслеђе
2017. године излази истоимени документарни филм који се бави продукцијом албума, као и песама.
Омот је 2015. године сврстан на 73. место од 100 најбољих омота домаћег рока.